# Porphyrinia innocens
Porphyrinia innocens är en fjärilsart som beskrevs av Butler 1886. Porphyrinia innocens ingår i släktet Porphyrinia och familjen nattflyn. Inga underarter finns listade i Catalogue of Life.